# Annie Lennox
Ann Lennox, OBE, známá jako Annie Lennox, přechýleně Annie Lennoxová (* 25. prosince 1954, Aberdeen, Skotsko, Spojené království), je britská zpěvačka, politická aktivistka a filantropka. Známou se stala již v 70. letech 20. století s hudební skupinou The Tourists, ale největší mezinárodní úspěch jí přineslo až působení ve skupině Eurythmics v 80. letech s hudebníkem Davidem A. Stewartem. Se ziskem osmi cen je nejvíce oceňovanou zpěvačkou v historii cen britské populární hudby BRIT Awards. Někdy bývá označována jako „Brits Champion of Champions“ („britská šampionka šampionů“).
Na sólovou dráhu se vydala počátkem 90. let se svým debutovým albem Diva (1992), které obsahuje několik známých singlových hitů, mimo jiné songy „Why“ nebo „Walking on Broken Glass“. Doposud vydala pět sólových studiových alb a jedno kompilační album The Annie Lennox Collection (2009). Je držitelkou osmi cen BRIT Awards, čtyř ocenění Grammy Awards a jednoho ocenění MTV Video Music Awards. V roce 2002 obdržela ocenění Billboard Century Award, nejvyšší ocenění magazínu Billboard. V roce 2004 vyhrála Zlatý glóbus a Oscara za nejlepší filmovou píseň „Into the West“, nahranou jako soundtrack k celovečernímu filmu Pán prstenů: Návrat krále.
Kromě hudební kariéry proslula jako politická a sociální aktivistka. Známá je především získáváním finančních prostředků pro charitu v boji proti HIV v Africe. V roce 2009 se ohradila proti neoprávněnému užívání songu „I Saved the World Today“ někdejší skupiny Eurythmics z roku 1999 ve volební kampani izraelské ministryně zahraničních věcí Cipi Livniové. V roce 2011 získala od královny Alžběty II. britské vyznamenání Řád britského impéria v hodnosti důstojník (OBE) za svou humanitární činnost. 4. června 2012 zpívala na koncertě diamantového výročí královny Alžběty II. v Buckinghamském paláci v Londýně.
Je známá jako popová hudební ikona pro svůj nezaměnitelný výrazný vokál alt. Americkou hudební televizní stanicí VH1 byla označena za „největší žijící bílou soulovou zpěvačku“ a magazín Rolling Stone ji zařadil mezi 100 nejlepších zpěváků všech dob. Byla oceněna také jako „nejúspěšnější zpěvačka britské hudební historie“ díky svým hudebním úspěchům od počátku 80. let. Po celém světě bylo prodáno přes 80 milionů jejích hudebních desek, včetně hudebních desek z období, kdy působila v Eurythmics.

## Hudební kariéra

### 1976–1990: Dragon's Playground, The Tourists a Eurythmics

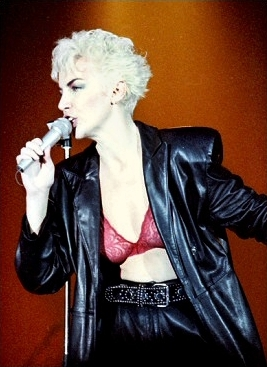
Annie Lennox v polovině 80. let

Annie Lennoxová působila od roku 1976 v kapele Dragon's Playground, kde hrála na flétnu. V kapele působila ještě v době, než se Dragon's Playground proslavili v britské talent show New Faces. V letech 1977 až 1980 byla frontmankou nepříliš známé skupiny The Tourists (dříve známé jako The Catch), kde také navázala spolupráci se zpěvákem Davidem A. Stewartem. V době, kdy hráli společně ve skupině The Tourists, měli spolu milostný vztah. Ten ale skončil v období, kdy založili slavnou skupinu Eurythmics.
Spolupráce Lennoxové a Stewarta pokračovala dále i v 80. letech. V roce 1980 založili slavné zpěvácké duo Eurythmics. Lennoxová se v Eurythmics proslavila svým stylem oblékání a také tím, že jednou zosobnila Elvise Presleyho. Během 80. let vydali Eurythmics celou řadu singlů, například hity „Sweet Dreams (Are Made of This)“, „Love Is A Stranger“, „Here Comes the Rain Again“, „Sisters Are Doin' It For Themselves“, „Who's That Girl?“, „Would I Lie to You?“, „There Must Be an Angel (Playing with My Heart)“, „Missionary Man“, „You Have Placed a Chill in My Heart“, „Thorn in My Side“, „The Miracle of Love“ a „Don't Ask Me Why“. Ačkoliv se Eurythmics oficiálně nikdy nerozpadli, vydala se Lennoxová od roku 1990 na sólovou dráhu.
Ve druhé polovině 90. let obnovila Lennoxová spolupráci se Stewartem a Eurythmics vydali nové album Peace. Poté odstartovalo jejich turné a výtěžky z koncertů putovaly na činnost organizací Greenpeace a Amnesty International.

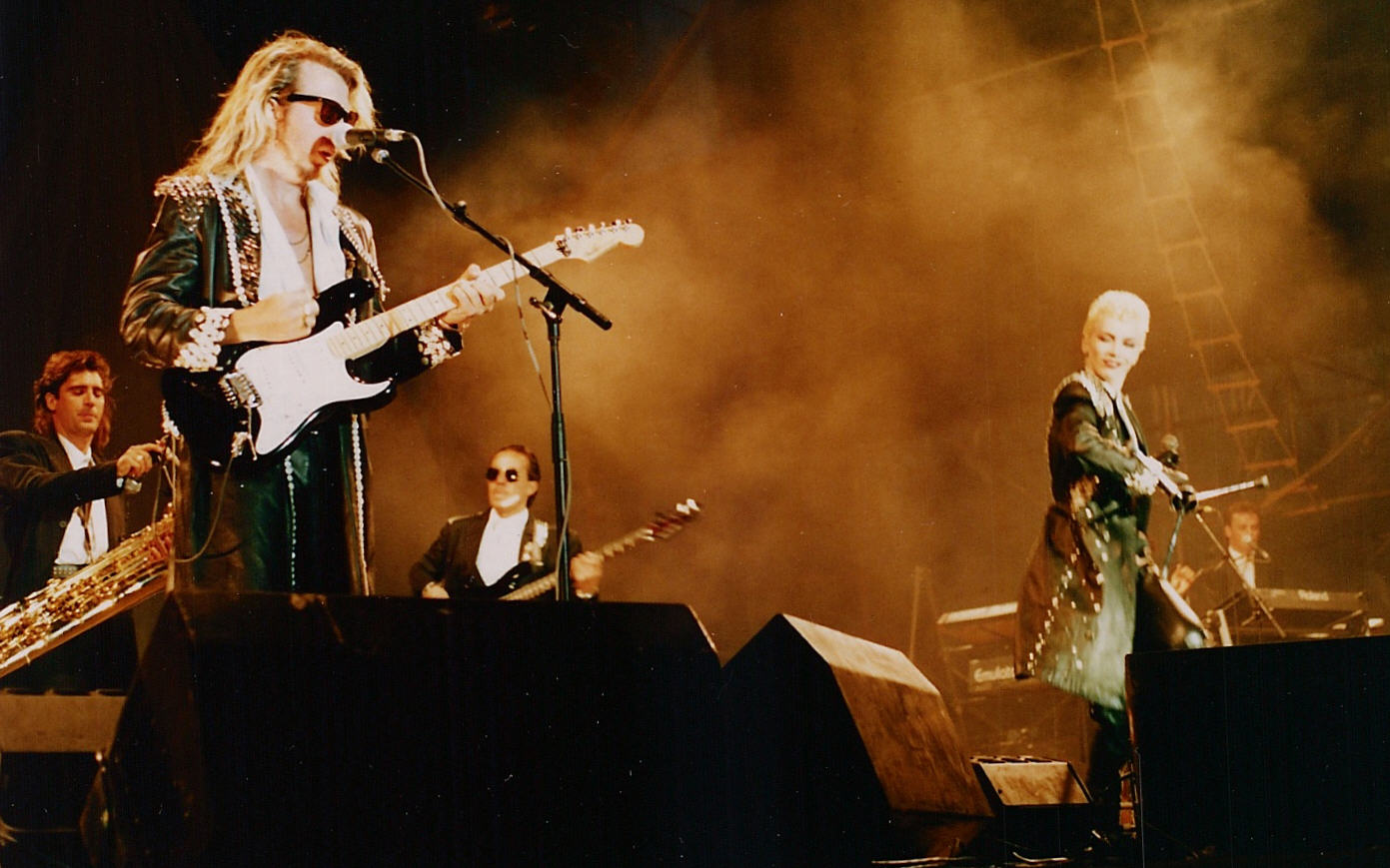
Annie Lennox a David A. Stewart při koncertě Eurythmics v roce 1987

Lennoxová obdržela celkem osm cen BRIT Awards a stala se nejvíce oceňovanou zpěvačkou v historii. Čtyři z těchto cen získala v období, kdy působila v Eurythmics. Jedna cena byla věnována oběma členům uskupení v roce 1999 za mimořádný přínos hudbě.
V roce 1988 nazpívala společně s Alem Greenem singl „Put a Little Love in Your Heart“ (jednalo se o coververzi stejnojmenného songu Jackie DeShannon z roku 1969). Píseň byla nahrána jako soundtrack k filmu Strašidelné Vánoce. Singl se vyšplhal na druhou příčku hitparády US Adult Contemporary chart, na devátou příčku americké hitparády Billboard Hot 100 a ve Spojeném království se umístil mezi top 40 hity. Lenoxová nahrála také song „Ev'ry Time We Say Goodbye“, původně píseň Cola Portera, která se objevila ve filmu Edward II. V roce 1992 hostovala na koncertě The Freddie Mercury Tribute Concert na stadionu Wembley v Londýně, kde nazpívala společně s Davidem Bowiem a zbývajícími členy skupiny Queen píseň „Under Pressure“.

### 1992–1993:Diva
V roce 1992 začala Lennoxová pracovat společně se Stephenem Lipsonem na svém debutovém albu Diva. Jednalo se o komerčně velmi úspěšné album, ve Spojeném království se umístilo na prvním místě, v Německu na šesté příčce a v USA skončilo na 23. příčce hitparád alb, kde získalo dvojité platinové ocenění. Součástí alba byly také dva úspěšné singly „Why“ a „Walking on Broken Glass“. Singl „Why“ získal ocenění MTV Video Music Awards za nejlepší ženský videoklip roku 1992. Ve videoklipu k singlu „Walking on Broken Glass“ si zahráli herci Hugh Laurie a John Malkovich. Song „Little Bird“ se stal, společně s písní „Love Song for a Vampire“, součástí soundtracku k filmu Drákula, který v roce 1992 natočil Francis Ford Coppola. Její song „Step by Step“ posloužil v roce 1996 ke vzniku coververze, kterou nazpívala Whitney Houston. Song Whitney Houstonové se stal později hitem jako soundtrack k filmu Kazatelova žena. Píseň „Keep Young and Beautiful“ byla na CD zařazena jako bonusová skladba, původní vinylová deska měla jen deset songů.
Album vstoupilo do britské hitparády alb na první pozici a od té doby se ho prodalo přes 1,2 milionů kopií v samotném Spojeném království. Deska získala čtyřnásobné platinové ocenění. Album zaznamenalo velký úspěch také v USA, kde se ho prodalo přes 2,7 milionů kopií. V roce 1993 bylo zařazeno mezi 50 nejlepších alb roku 1992 podle magazínu Q. Magazín Rolling Stone zařadil album v roce 1999 na seznam základních nahrávek 90. let 20. století. V roce 1993 získalo album Diva na udílení cen BRIT Awards ocenění za nejlepší britské album roku.

### 1995–2000:Medusaa návrat k Eurythmics
Přestože se v první polovině 90. let věnovala Lennoxová svým dvěma dětem, které se snažila vychovávat mimo dosah médií, pokračovala v nahrávání. V březnu 1995 byla vydáno její druhé sólové album Medusa. Album zahrnovalo pouze převzaté písně mužských umělců, včetně songů Boba Marleye nebo skupiny The Clash. Do britské hitparády hudebních desek vstoupilo album Medusa na prvním místě, zatímco v USA se umístilo nejvýše na 11. pozici. V hitparádě Billboard 200 zůstalo album 60 týdnů a do současnosti se ho prodalo přes dva miliony kopií v USA. Jak ve Spojeném království, tak v USA získalo album dvojité platinové ocenění. Album obsahovalo čtyři singly, „No More I Love You's“, „A Whiter Shade of Pale“, „Waiting in Vain“ a „Something So Right“. Singl „No More I Love You's“ vstoupil do hitparády UK Singles Chart na druhé pozici a stal se nejvýše umístěným singlem Annie Lennoxové v její sólové kariéře. V roce 1996 bylo album nominováno na cenu Grammy Award za nejlepší popové album, ačkoliv ocenění nakonec nezískalo. Lennoxová byla v témže roce oceněná cenou Grammy Award za nejlepší ženský hlasový výkon za singl „No More I Love You's“. Přestože Lennoxová neabsolvovala k albu turné, účastnila se velkého koncertu v Central Parku v New Yorku, který byl zaznamenán a později představen jako video. V roce 1995 se podílela na nahrávání soundtracku k filmu Apollo 13.
V roce 1997 nahrála Lennoxová novou verzi songu „Angel“, původní píseň Eurythmics. Song byl určen pro album vydané k úmrtí princezny Diany. Ve stejném roce nahrála píseň „Mama“, která je součástí soundtracku k filmu Mstitelé. Po smrti jejího přítele a bývalého člena skupiny The Tourists, Peeta Coombese, se dala znova dohromady s Davidem A. Stewartem. Po prvním vystoupení Eurythmics po osmi letech začali spolu znova psát a nahrávat. Nová spolupráce vedla k vydání alba Peace. Album svým charakterem reflektovalo pokračující obavy z globálního konfliktu a vyzývalo ke světovému míru. Album bylo představeno na lodi Rainbow Warrior II organizace Greenpeace, kde zazněly jak nové, tak původní songy Eurythmics. Hlavní singl alba, píseň „I Saved The World Today“, se v britské hitparádě UK Singles Chart umístila na 11. příčce. Další ze singlů, „17 Again“, vydaný na počátku roku 2000, se umístil mezi top 40 songy UK Singles Chart a v americké hitparádě US Dance Chart se umístil na nejvyšší příčce. V roce 2002 získala Lennoxová cenu Billboard Centrury Award, jedno z nejvyšších hudebních ocenění magazínu Billboard.

### 2003–2007:Bare

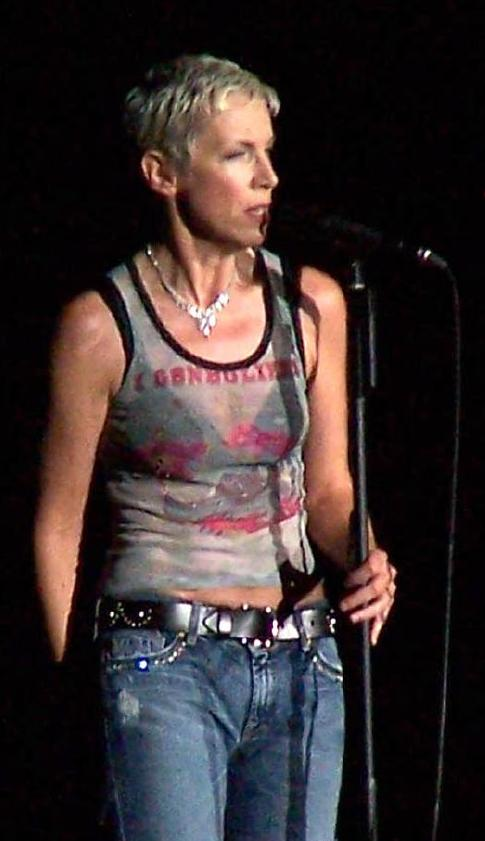
Annie Lennox v roce 2004

V roce 2003 vydala Lennoxová album Bare, své třetí sólové album. Ve Spojeném království se album umístilo v hitparádě na třetí pozici, v USA skončilo na čtvrté příčce. Doposud se jedná o její nejvýše umístěné album v USA. Po vydání alba absolvovala své první turné s názvem Solo Tour, a to jak v USA, tak také v Evropě. Jak ve Spojeném království, tak v USA získalo album zlaté ocenění. V USA bylo rovněž nominováno na zisk ceny za nejlepší popové album na 46. ročníku udílení cen Grammy. Album bylo vydáno s DVD, které obsahovalo rozhovory a akustické verze písní. Japonská edice obsahovala navíc také starší song „Cold“, který byl nahrán v Torontu.
V roce 2004 získala ocenění Cenu Akademie (Oscara) za píseň „Into the West“, která se objevila jako soundtrack k celovečernímu filmu Pán prstenů: Návrat krále. Píseň složila ve spolupráci s Franem Walshem a hudebním skladatelem Howardem Shorem. Píseň byla oceněna rovněž cenami Grammy a Zlatý glóbus. Ještě předtím nahrála song „Use Well the Days“, který obsahuje řadu citátů z knih J. R. R. Tolkiena. Ačkoliv nebyl song nakonec ve filmu použit, vyšel na bonusovém DVD jako součást speciální edice. V polovině roku 2004 absolvovala Lennoxová rozsáhlé turné společně se Stingem. V červenci 2005 se objevila také na koncertě série Live 8 v londýnském Hyde Parku po boku dalších populárních hudebních hvězd, mimo jiné Madonny nebo Stinga.
V roce 2005 spolupracovala se Stewartem na dvou nových písních, které se měly stát součástí Ultimate Collection, kompilačního alba skupiny Eurythmics. V říjnu 2005 byla píseň „I've Got a Life“ představena jako singl. Videoklip obsahuje Lennoxovou a Stewarta v současnosti, za nimi se ale promítají na televizních obrazovkách klipy Eurythmics z minulosti. V britské hitparádě UK Singles Chart se umístil singl nejvýše na 14. pozici, v americké hitparádě US Dance Chart skočil singl na nejvyšší příčce. 14. listopadu 2005 vydalo hudební vydavatelství Sony BMG kompilační album Eurythmics pod názvem 2005 Deluxe Edition Reissues.

### 2007–2008:Songs of Mass Destructiona boj proti AIDS
Po ukončení spolupráce se Stephenem Lipsonem vydala Lennoxová své čtvrté sólové studiové album s názvem Songs of Mass Destruction. Album bylo nahráno v Los Angeles a vydáno ve spolupráci s producentem Glenem Ballardem, který je mimo jiné známý tím, že vydal album Jagged Little Pill americké zpěvačky Alanis Morissette. Album bylo představeno 1. října 2007 a jednalo se o poslední album, které Lennoxová vydala ve spolupráci s mezinárodní skupinou hudebních společností BMG. Ve Spojeném království se nejvýše umístilo na sedmé příčce, ve USA na deváté pozici. Lennoxová prohlásila, že se album skládá z 12 velmi silných a emotivních songů, které mohou spojit lidi dohromady. Rovněž prohlásila, že se cítí hrdá a nezáleží na tom, zda se prodá deset nebo 50 milionů kopií alba.
První singl alba, píseň „Dark Road“, byl vydán 24. září 2007. Píseň „Sing“ byla nahrána ve spolupráci 23 předních ženských umělkyň. Na nahrání písně se podílely následující zpěvačky a hudební skupiny: Anastacia, Isobell Campbell, Dido, Céline Dion, Melissa Etheridge, Fergie, Beth Gibbons, Faith Hill, Angelique Kidjo, Beverly Knight, Gladys Knight, k.d. lang, Madonna, Sarah McLachlan, Beth Orton, Pink, Kelis, Bonnie Raitt, Shakira, Shingai Shoniwa, Joss Stone, Sugababes, KT Tunstall a Martha Wainwright. Píseň byla nahrána k tomu, aby vydělala peníze na podporu organizace Treatment Action Campaign (TAC), která bojuje proti HIV a AIDS. K nahrání songu „Sing“ inspirovala Lennoxovou skupina známá jako The Generics, která sestává z členů a aktivistů organizace TAC.
K podpoře alba Songs of Mass Destruction absolvovala Lennoxová v říjnu a listopadu 2007 severoamerické turné s názvem Annie Lennox Sings. Turné mělo celkem 18 zastávek, a to v Londýně, San Diegu, New Yorku (dvakrát) a v Bostonu. Koncerty probíhaly většinou v divadlech, s jednou výjimkou v New Yorku, kde proběhl koncert v restauraci společnosti Cipriani.

### 2008–2009:The Annie Lennox Collectiona odchod od Sony
Na konci jejího kontraktu s hudebním vydavatelstvím Sony BMG vydala Lennoxová kompilační album s názvem The Annie Lennox Collection. Album mělo být původně vydáno již v září 2008, ale vydání bylo posunuto o několik měsíců kvůli zdravotním potížím Lennoxové. Nakonec bylo v USA vydáno 17. února 2009 a v Evropě pak 9. března téhož roku. Album zahrnovalo písně z jejích čtyř sólových alb, jednu píseň ze soundtracku k filmu Drákula a dva nové songy. Jeden z nových songů byla covr verze písně „Shining Light“ severoirské hudební skupiny Ash. Další nový song byla coververze jedné z písní britské rockové hudební skupiny Keane. Původní název písně „Closer Now“ byl na kompilačním albu pojmenován jako „Pattern of My Life“. Limitovaná třídisková edice obsahovala kromě kompilačního alba také DVD kompilaci s videozáznamy Lennoxové od roku 1992 a druhé CD se vzácnějšími songy, například s coververzí písně „Everybody Hurts“ hudební skupiny R.E.M., kterou Lennoxová nazpívala společně s Aliciou Keys, a také song „Into the West“, jež byl součástí soundtracku k filmu Pán prstenů: Návrat krále. V britské hitparádě alb vyvrcholilo kompilační album na druhé příčce a mezi top 10 alby se udrželo sedm týdnů.
Spolupráci mezi Lennoxovou a hudebním vydavatelstvím Sony BMG ukončilo vydání alb Songs of Mass Destruction a The Annie Lennox Collection. Na přelomu let 2007 a 2008 přinesl tisk informace o tom, že mezi Lennoxovou a hudebním vydavatelstvím vládne nepřátelství. Lennoxová uvedla, že během její cesty do Jižní Afriky v prosinci 2007, kde účinkovala na charitativních koncertech kampaně 46664 v Johannesburgu, selhalo regionální vedení nahrávací společnosti poté, co nereagovalo na telefonáty ani e-maily, které jim během tří týdnů posílala. Rovněž uvedla, že hudební vydavatelství naprosto selhalo při podpoře projektu Sing, jak bylo naplánováno. Poté, co se vrátila zpět do Spojeného království, setkala se s ředitelem nahrávací společnosti Gedem Dochertym, který byl zahanben problémy, jež se v Jižní Africe udály. Média poté přinesla informace o tom, že nahrávací společnost ztratila kvůli problémům o Lennoxovou zájem. Představitelé nahrávací společnosti tuto informaci vyvrátili a doufali, že u nich Lennoxová bude dále působit. Britský bulvární tisk Daily Mirror poté otiskl článek, v němž odvolal svá tvrzení o ztrátě zájmu nahrávací společnosti o Lennoxovou.

### Od roku 2010 po současnost: Island Records aA Christmas Cornucopia
V srpnu 2010 podepsala novou smlouvu s hudebním vydavatelstvím Island Records ve Spojeném království a Decca Records v USA. Obě hudební vydavatelství jsou součástí skupiny Universal Music Group. Její první album u nových vydávacích společností, A Christmas Cornucopia, bylo vydáno 15. listopadu 2010. Jedná se o sbírku tradičních vánočních písní jako „Silent Night“ nebo „The First Noel“, spolu s jedinou novou písní, a to songem „Universal Child“, který byl představen jako singl 13. října 2010. Ještě předtím zazpívala píseň „Angels from the Realms of Glory“ z alba v televizním pořadu Christmas in Washington americké televizní stanice TNT.
4. června 2012 zpívala na koncertě diamantového výročí královny Alžběty II. v Buckinghamském paláci v Londýně.
Šesté sólové album s názvem Nostalgia vydala v září 2014 a nazpívala na něm soulové, jazzové a bluesové písně, které si oblíbila v dětství. Koncert v Los Angeles s názvem An Evening of Nostalgia with Annie Lennox 28. ledna 2015 byl o čtyři mesíce později vydán na DVD. V květnu 2019 vydala EP Lepidoptera.

## Veřejná činnost

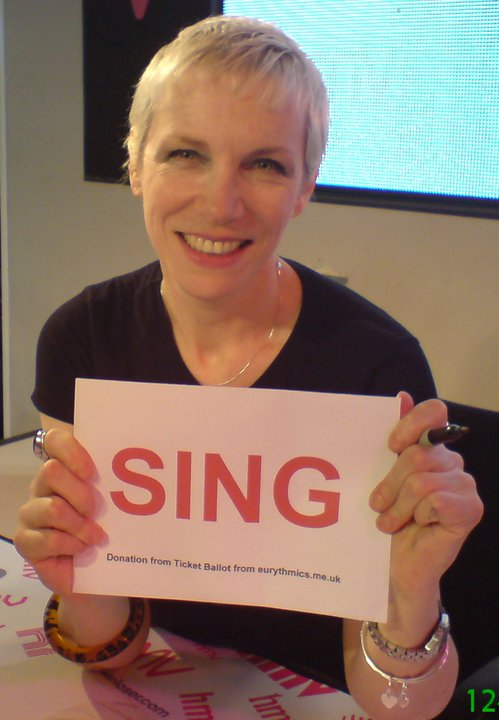
Annie Lennox je zakladatelkou Kampaně Sing

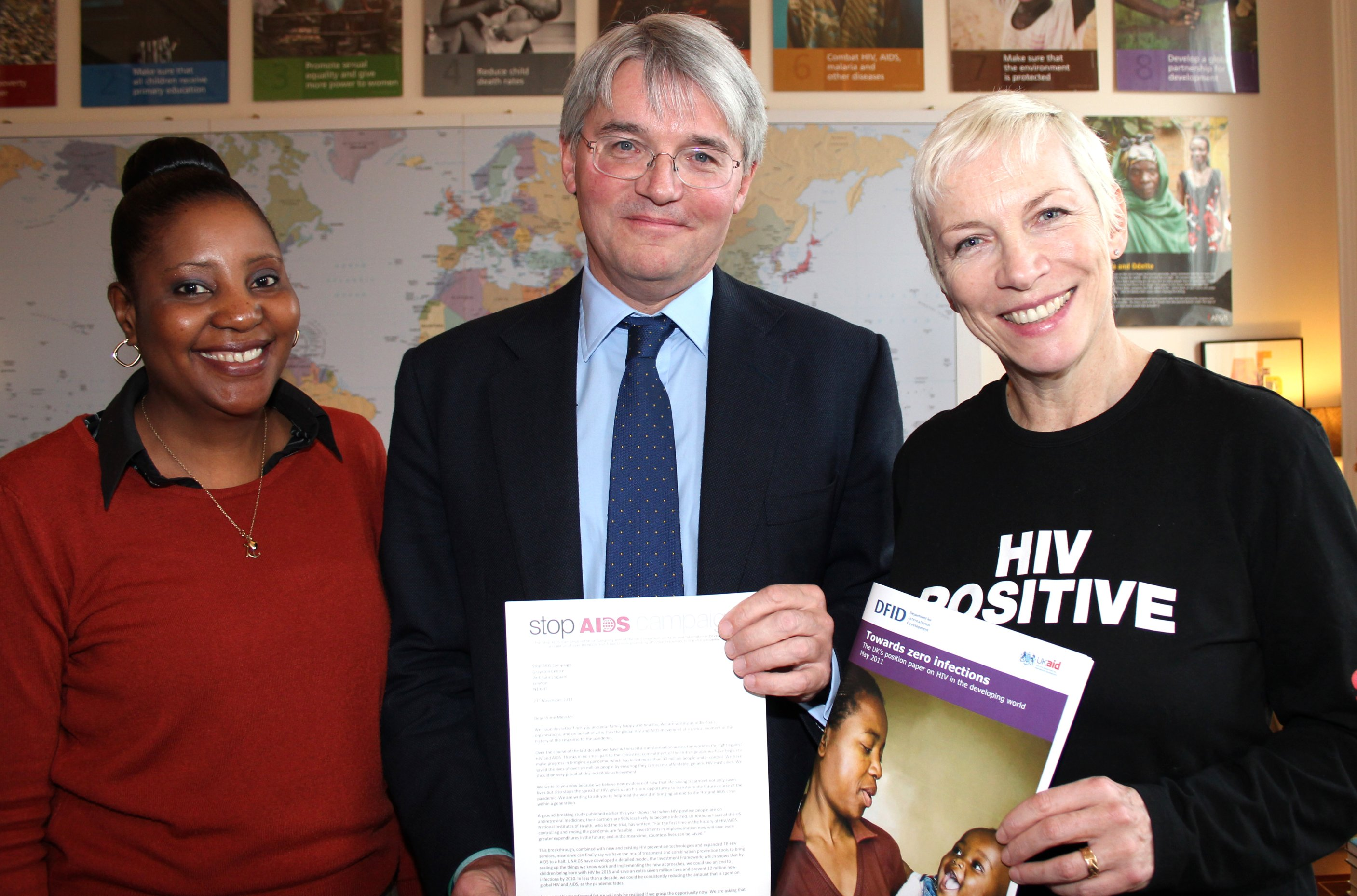
Annie Lennox (vpravo) s aktivisty v boji proti AIDS

V roce 1990 nahrála Lennoxová novou verzi songu „Ev'ry Time We Say Goodbye“, původně píseň Cola Portera, pro album Red Hot + Blue. Album bylo nahráno jako součást benefičních akcí v boji proti AIDS.
Veřejně podporuje činnost organizací jako Amnesty International nebo Greenpeace. Společně s Davidem A. Stewartem darovali výtěžek z koncertu Peacetour z roku 1999 na podporu činností těchto organizací.
Píseň „Sing“ vedla k zapojení Lennoxové do kampaně 46664 Nelsona Mandely a k podpoře organizace Treatment Action Campaign (TAC). Jak kampaň 46664, tak organizace TAC podporují činnosti související s bojem proti HIV a AIDS a podporují dodržování lidských práv. V roce 2007 založila Lennoxová vlastní kampaň s názvem Sing, jejímž cílem je získávat finanční prostředky pro boj proti HIV a AIDS.
11. prosince 2007 účinkovala na koncertě při udělování Nobelovy ceny míru v norském Oslu, kde se objevila po boku dalších významných hudebních umělců. Koncert byl vysílán ve více než 100 zemích světa. V lednu 2009 se účastnila demonstrace proti válce v Gaze.
V roce 2009 kritizovala Lennoxová jak římskokatolickou církev, tak papeže Benedikta XVI. za neúčinnou pomoc v boji proti AIDS v Africe. Při svém projevu měla na sobě tričko s nápisem „HIV positive“ („HIV pozitivní“). V roce 2010 byla jmenována vyslankyní dobré vůle organizace UNESCO v boji proti AIDS.
Podporuje také činnost nevládní organizace Burma Campaign UK, která podporuje demokracii v Barmě.
V roce 2011 získala od královny Alžběty II. britské vyznamenání Řád britského impéria v hodnosti důstojník (OBE) za svou humanitární činnost.

## Osobní život
Narodila se 25. prosince 1954 v porodnici nemocnice ve skotském Aberdeenu. Její otec pracoval v loděnici, matka pracovala jako kuchařka, později byla ženou v domácnosti. Rodina žila v malém dvoupokojovém bytě v činžovním domě. I přes to, že finanční situace rodiny nebyla příznivá, navštěvovala Lennoxová od sedmi let hodiny klavíru. Již v dětství se zajímala o zpívání. Později navštěvovala dívčí střední školu v Aberdeenu, která nese v současné době název Harlaw Academy. Její pěvecký talent se projevil v roce 1964, kdy skončila druhá v soutěži talentů na prázdninovém táboře Butlins. V soutěži zpívala skotskou folkovou píseň „Mairi's Wedding“.
V 70. letech min. století studovala klasickou hudbu na Královské hudební akademii (anglicky Royal Academy of Music) v Londýně. Během studií se učila hrát na zobcovou flétnu. Studium na Královské hudební akademii nepatřilo v jejím životě ke šťastným etapám, mimo jiné proto, že se cítila osaměle a scházely jí hodiny hudební historie. Již v tomto období působila v hudební skupině Windsong. V roce 2006 se stala čestnou členkou Královské hudební akademie a v témže roce se stala osobností Královské skotské akademie hudby a dramatu (Royal Scottish Academy of Music and Drama).
Oba její rodiče zemřeli na rakovinu. Poprvé byla vdaná v letech 1984 a 1985 za německého člena hnutí Hare Krišna Rádhá-Ramana. V letech 1988–2000 byl jejím manželem izraelský filmový a hudební producent Uri Fruchtmann. Má dvě dcery, starší Lolu (narozenou v roce 1990) a mladší Tali (narozenou v roce 1993). V roce 1988 porodila mrtvého syna Davida. V roce 2012 se vdala za jihoafrického gynekologa Mitche Bessera. Sama sebe označuje za agnostika. V současné době žije v Londýně. Podle britského The Sunday Times se odhaduje, že Lennoxová vydělala okolo 30 milionů liber.

## Diskografie

### Studiová alba
- 1992 – Diva
- 1995 – Medusa
- 2003 – Bare
- 2007 – Songs of Mass Destruction
- 2010 – A Christmas Cornucopia
- 2014 – Nostalgia

### Kompilační alba
- 2009 – The Annie Lennox Collection

## Nominace a získaná ocenění (výběr)
American Music Awards
- 2008 – ocenění za zásluhy při humanitární činnosti

Cena Akademie
- 2004 – nejlepší píseň („Into the West“)

Cena Grammy
- 1984 – nejlepší nový umělec (Eurythmics) (nominována)
- 1986 – nejlepší hudební výkon dua nebo hudební skupiny (Eurythmics, „Would I Lie to You?“) (nominována)
- 1987 – nejlepší hudební výkon dua nebo hudební skupiny (Eurythmics, „Missionary Man“) (vítězka)
- 1993 – album roku (Diva) (nominována)
- 1993 – nejlepší ženský hlasový výkon (Diva) (nominována)
- 1993 – nejlepší hudební video (Diva) (vítězka)
- 1996 – nejlepší popové album (Medusa) (nominována)
- 1996 – nejlepší ženský hlasový výkon („No More I Love You's“) (vítězka)
- 2004 – nejlepší popové album (Bare) (nominována)
- 2005 – nejlepší filmová píseň („Into the West“) (vítězka)

BRIT Awards
- 1984 – nejlepší britská zpěvačka
- 1986 – nejlepší britská zpěvačka
- 1989 – nejlepší britská zpěvačka
- 1990 – nejlepší britská zpěvačka
- 1993 – nejlepší britská sólová zpěvačka
- 1993 – nejlepší britské album (Diva)
- 1996 – nejlepší britská sólová zpěvačka
- 1999 – mimořádný přínos britské hudbě (Eurythmics)

MTV Video Music Awards
- 1992 – nejlepší ženský videoklip („Why“)

Zlatý glóbus
- 2004 – nejlepší filmová píseň („Into the West“)

Čestné akademické tituly
- 1986 – členka Královské hudební akademie v Londýně
- 1997 – čestná členka Královské hudební akademie v Londýně
- 2006 – čestný doktorát hudby na Královské skotské akademii hudby a dramatu
- 2006 – čestná členka Edinburgh College of Art
- 2009 – čestný doktorát Univerzity v Edinburghu za její činnost v oblasti HIV a AIDS a za přínos hudbě[60]

Další ocenění
- 2002 – Billboard Century Award, nejvyšší ocenění magazínu Billboard
- 2010 – Řád britského impéria v hodnosti důstojník (OBE) za svou humanitární činnost